# Audi e-tron GT
Pour les articles homonymes, voir Audi e-tron (homonymie).
L'e-tron GT est une grande berline électrique produite par le constructeur automobile allemand Audi à partir d'octobre 2020 et commercialisée à partir du printemps 2021. Elle est préfigurée par l'Audi e-tron GT concept présentée fin 2018.

## Présentation
L'Audi e-tron GT est présentée le 9 février 2021.
La variante RS plus puissante devrait être disponible dès le début des ventes en mai 2021. Elle diffère du modèle de base, entre autres, par un toit en plastique renforcé de fibres de carbone, une suspension pneumatique à trois chambres et un système de freinage avec une couche de carbure de tungstène sur les disques de frein en fonte grise. Des disques de frein en céramique de carbure de silicium sont également disponibles pour les deux versions moyennant des frais supplémentaires.
Au cours de la première année de vente, 2021, 1591 Audi e-tron GT ont été immatriculés en République fédérale d’Allemagne.

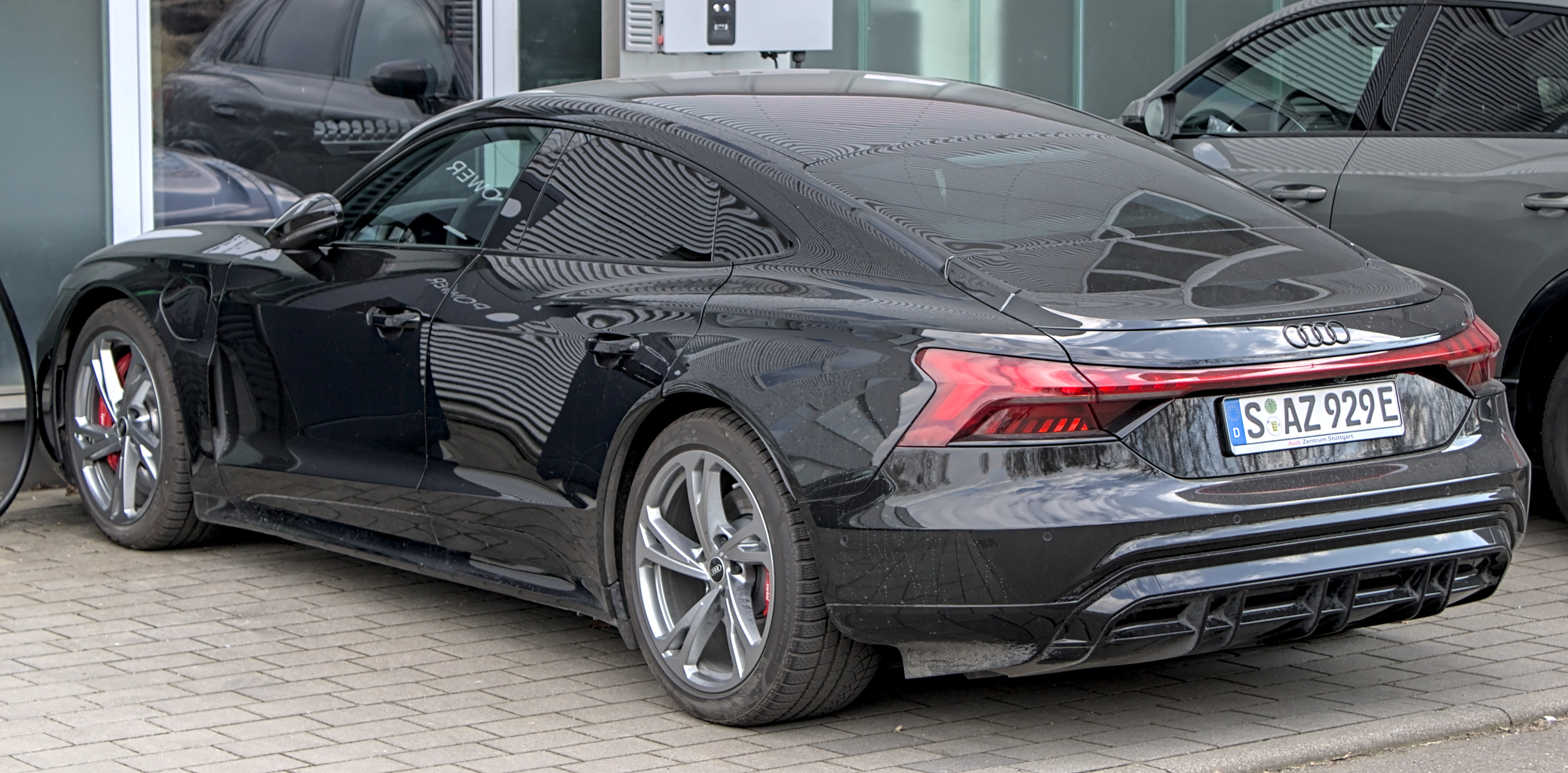
Vue arrière
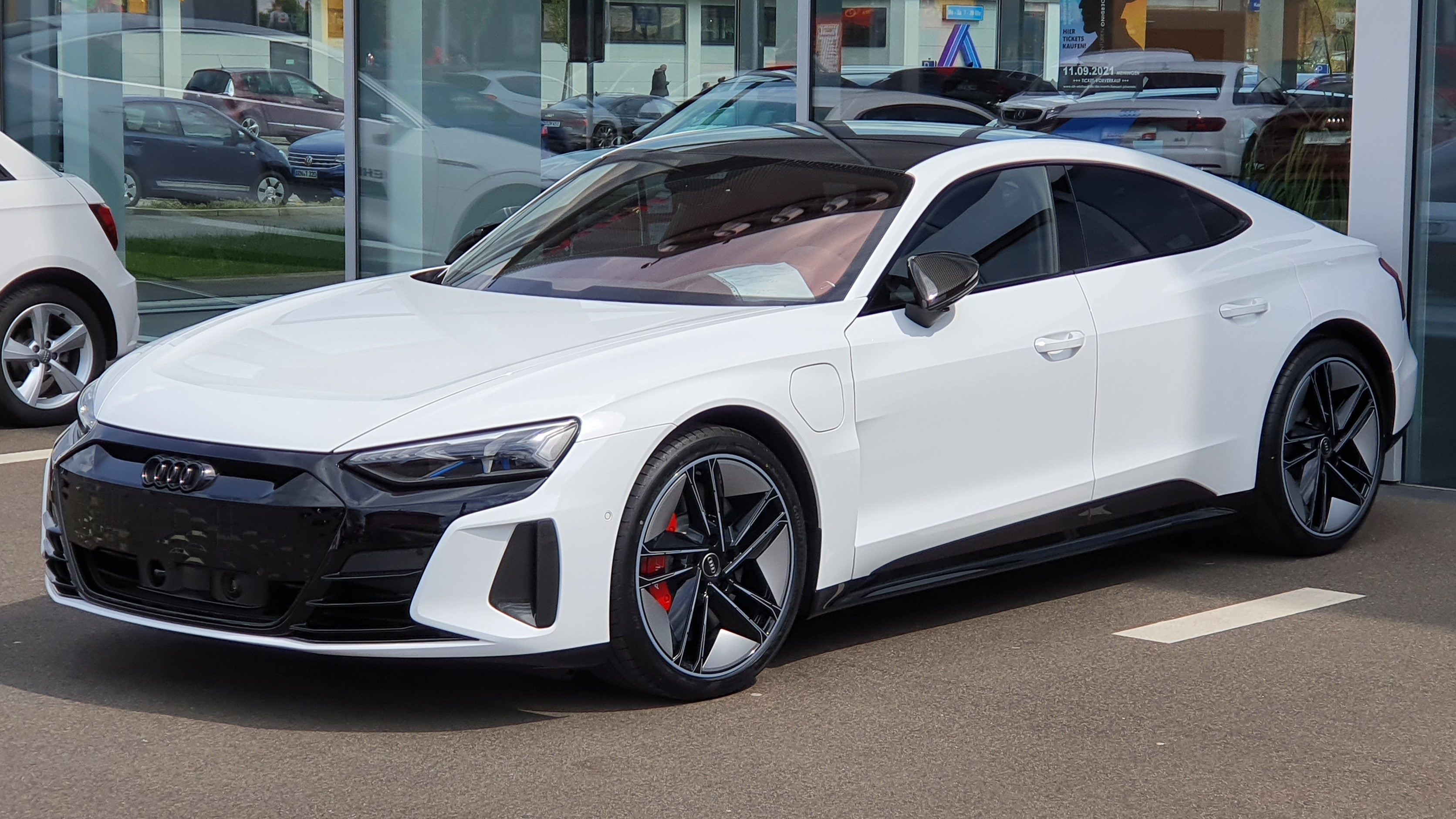
Audi RS e-tron GT (phase 1)
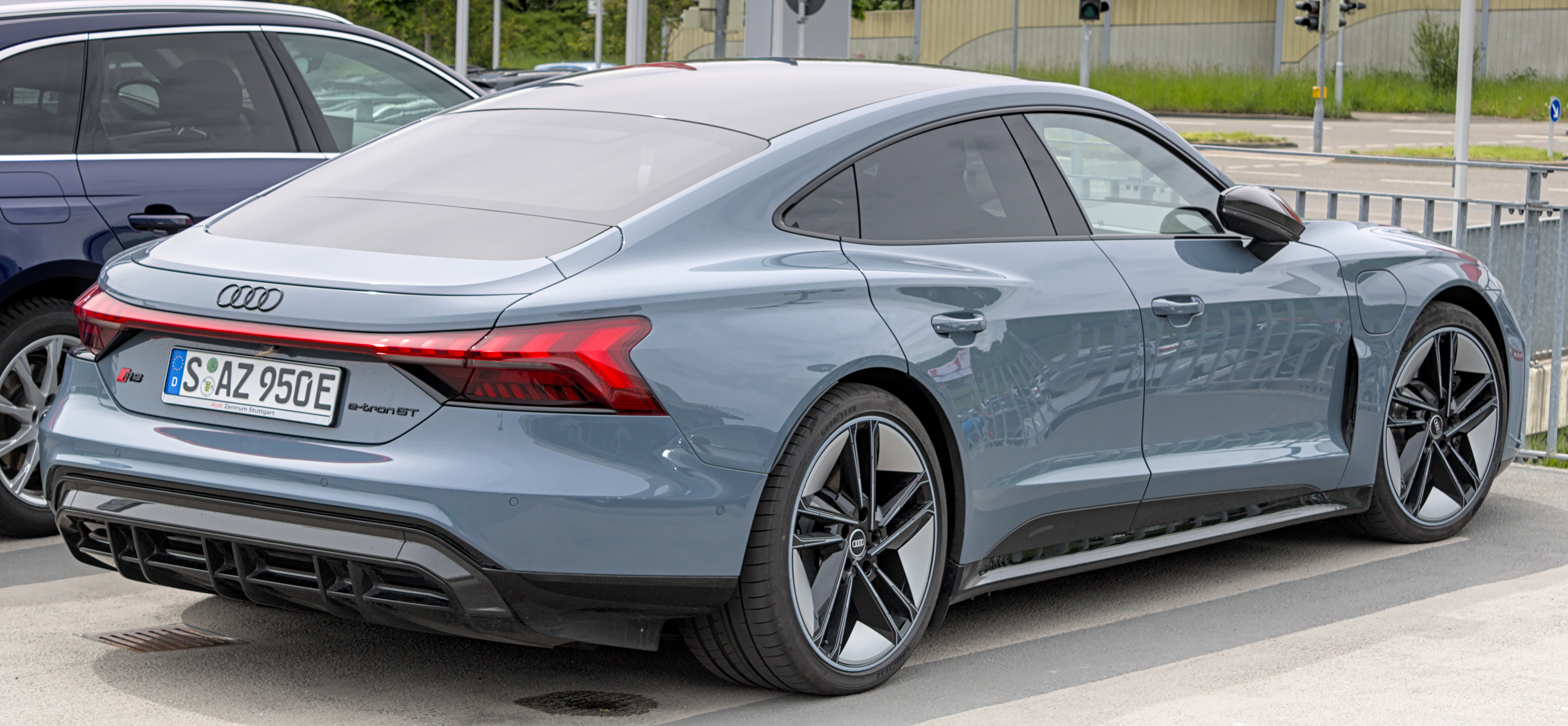
Vue arrière de la RS

### Phase 2

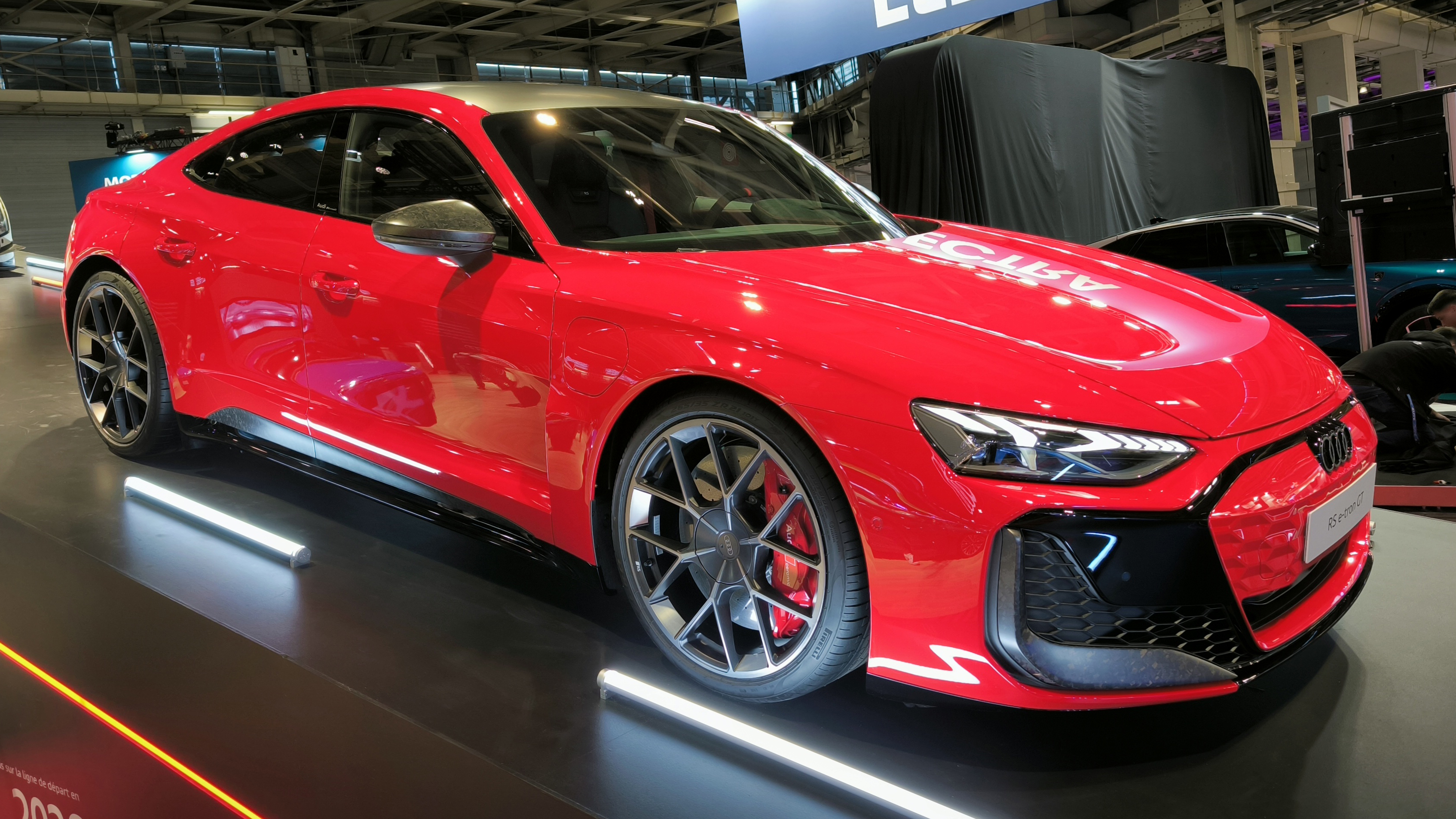
Audi RS e-tron GT (phase 2)

La version restylée de l'e-tron GT est présentée le 18 juin 2024 dans ses trois versions :
- S E-Tron GT (679 ch)
- RS E-tron GT (876 ch)
- RS E-tron GT Performance (925 ch)

## Caractéristiques techniques
L'Audi e-tron GT est basée sur sa cousine la Porsche Taycan et sa plateforme technique PPE (Premium Platform Electric) consacrée aux véhicules électriques du Groupe Volkswagen. 
La berline électrique possède deux coffres, le compartiment a une capacité de 85 litres à l'avant et de 405 litres à l'arrière.
L'Audi e-tron GT est équipée de nombreuses technologies, parmi lesquelles on peut citer l'écran tactile de 10,1 pouces, associé à un combiné numérique plus grand (12,3 pouces), baptisé Audi Virtual Cockpit. Personnalisable, ce combiné affiche toutes les données qui concernent la conduite (par exemple, la consommation électrique). 
Cet équipement est complété par les quatre roues directrices, ainsi que le Pack Dynamique qui permet une maniabilité accrue de la voiture. Toutefois, ce pack est facturé en option.

### Design extérieur
L'Audi e-tron GT reprend la calandre baptisée Singleframe qu'on trouve chez Audi depuis de nombreuses années, mais celle-ci peut être peinte de la même couleur que la carrosserie ou d'une couleur contrastante. La partie arrière est dotée d'un bandeau lumineux qui relie les deux phares, et le diffuseur se veut imposant. Quant à la signature lumineuse, elle évoque les derniers modèles Audi aussi bien à l'avant qu'à l'arrière.
De profil, l'e-tron GT profite d'une ligne de toit fuyante et d'un toit incliné. 

### Motorisations
L'e-tron GT est équipée de deux moteurs synchrones à aimant permanent, un sur chaque essieu. Permettant d'obtenir quatre roues motrices. Les deux moteurs sont différents, celui de l'arrière étant plus petit et compact. Le moteur arrière est accouplé à une boite de vitesses à deux rapports. Elle bénéficie d'un overboost qui fait grimper ponctuellement la puissance de 476 ch à 530 ch sur la version standard, et de 598 ch à 646 ch sur la version RS. 
La version Quattro incarne l'entrée de gamme, quand la version RS se veut plus sportive et dynamique. 
| Logo de Audi                        | Audi e-tron GT                          | Audi e-tron GT                          |
| Logo de Audi                        | e-tron GT quattro                       | e-tron GT RS                            |
| ----------------------------------- | --------------------------------------- | --------------------------------------- |
| Type de moteur                      | 2 moteurs synchrones à aimant permanent | 2 moteurs synchrones à aimant permanent |
| Sortie continue                     | 140 kW                                  | 142 kW                                  |
| Puissance maximale                  | 350 kW (Boost) 390 kW                   | 440 kW (Boost) 475 kW                   |
| Couple maximal                      | 630 N m (Boost) 640 N m                 | 830 N m                                 |
| Boîte de vitesses                   | à deux vitesses                         | à deux vitesses                         |
| Poids à vide avec chauffeur         | 2 350 kg                                | 2 420 kg                                |
| Charge max.                         | 490 kg                                  | 440 kg                                  |
| Poids de la batterie                | 650 kg                                  | 650 kg                                  |
| Accélération de 0 à 100 km/h        | 4,5 s (Boost) 4,1 s                     | 3,6 s (Boost) 0,3, s                    |
| Vitesse maximale                    | 245 km/h                                | 250 km/h                                |
| Capacité de la batterie, brut / net | 93,4 kWh / 83,7 kWh                     | 93,4 kWh / 83,7 kWh                     |
| Type de batterie                    | Lithium-ion                             | Lithium-ion                             |
| Consommation (WLTP)                 | 19,9 à 21,6 kWh/100 km                  | 20,6 à 22,5 kWh/100 km                  |
| Autonomie (WLTP)                    | 452 à 487 km                            | 433 à 472 km                            |
| Temps de charge en 11 kW            | 9 h 15 min                              | 9 h 15 min                              |

### Batterie
L'e-tron GT bénéficie du système de recharge rapide à 800 V et peut se connecter sur le système Ionity pour une recharge rapide de 350 kW.

## Finitions

### Séries limitées
- RS e-tron GT Ice Race Edition
  - Limitée à 99 exemplaires en 2023[12].

- RS e-tron GT Performance « Audi exclusive »
  - Limitée à 299 exemplaires en 2024[13].

## Concept car
L'Audi e-tron GT est préfigurée par le concept car Audi e-tron GT concept présenté le 28 novembre 2018 au salon de l'automobile de Los Angeles. 
Le concept est nanti de deux moteurs synchrones à aimants permanents développant une puissance cumulée de 590 ch, alimentés par une batterie lithium-ion de 90 kWh.
Avec des dimensions de 4,96 m de long, 1,96 m de large et seulement 1,38 m de haut, elle est plus grande que le haut de gamme de la marque l'A7 Sportback de seconde génération.

## Cinéma
L'Audi e-tron GT apparaît dans le film Avengers: Endgame sortit le 24 avril 2019 où elle est conduite par Iron Man (Tony Stark).